# جوليس وليامز
جوليس وليامز (بالإنجليزية: Jules Williams)‏ هو مخرج بريطاني، ولد في 23 يوليو 1968 في أبرغافني ‏ في المملكة المتحدة.